# ستيفن رايس (صحفي)
ستيفن رايس (بالإنجليزية: Stephen Rice)‏ هو صحفي أسترالي، ولد في 15 أغسطس 1957.